# The Love Burglar
The Love Burglar és una pel·lícula muda de la Famous Players-Lasky dirigida per James Cruze protagonitzada per Wallace Reid i Anna Q. Nilsson. La pel·lícula, basada en l’obra de teatre “One of us” de Jack Lait, es va estrenar el 13 de juliol de 1919. Es considera una pel·lícula perduda.

## Argument
David Strong, un noi ric de clase alta, troba el seu germà Arthu a punt de ser robat per una banda en un local dels baixos fons. David recupera el que han robat al seu germà i l'envia a casa. Després lluita contra el líder de la banda, “Coast-to-Coast” Taylor i els seus acòlits. La seva victòria i aspecte fan que se'l confongui amb "Colt Kid", que acaba de sortir de la presó.
La cantant de cabaret Joan Grey, es veu seriosament amenaçada per “Coast-to-Coast” Taylor que vol aconseguir-la, per la força si cal. Per impedir-ho assegura que David és el seu promès. Per demostrar-ho, David es casa amb ella i viuen junts sense consumar el matrimoni. Tot i això s'enamoren. Durant un robatori durant el casament d’Elsie, la germana de David, per al qual Taylor ha organitzat que David sigui culpat i arrestat, Joan avisa David i és empresonada amb ell. Després de la detenció dels delinqüents reals, la mare de David l'identifica i la germana de David identifica Joan com una amiga de la universitat que és novel·lista. Joan confessa que vivia als baixos fons per absorbir-ne l'atmosfera i aconseguir material per a la seva propera obra i accepta un matrimoni real amb David.

## Repartiment
- Wallace Reid (David Strong)
- Anna Q. Nilsson (Joan Gray)
- Raymond Hatton (Parson Smith)
- Wallace Beery (“Coast-to-Coast” Taylor)
- Wilton Taylor (Bull Miller)
- Alice Terry (Elsie Strong)
- Edmund Burns (Arthur Strong)
- Richard Wayne (Rosswell)
- Henry Woodward (Dave Dorgan)
- Loyola O'Connor (Mrs. Eleanor Strong)
- Alice Taffe